# الجاكية

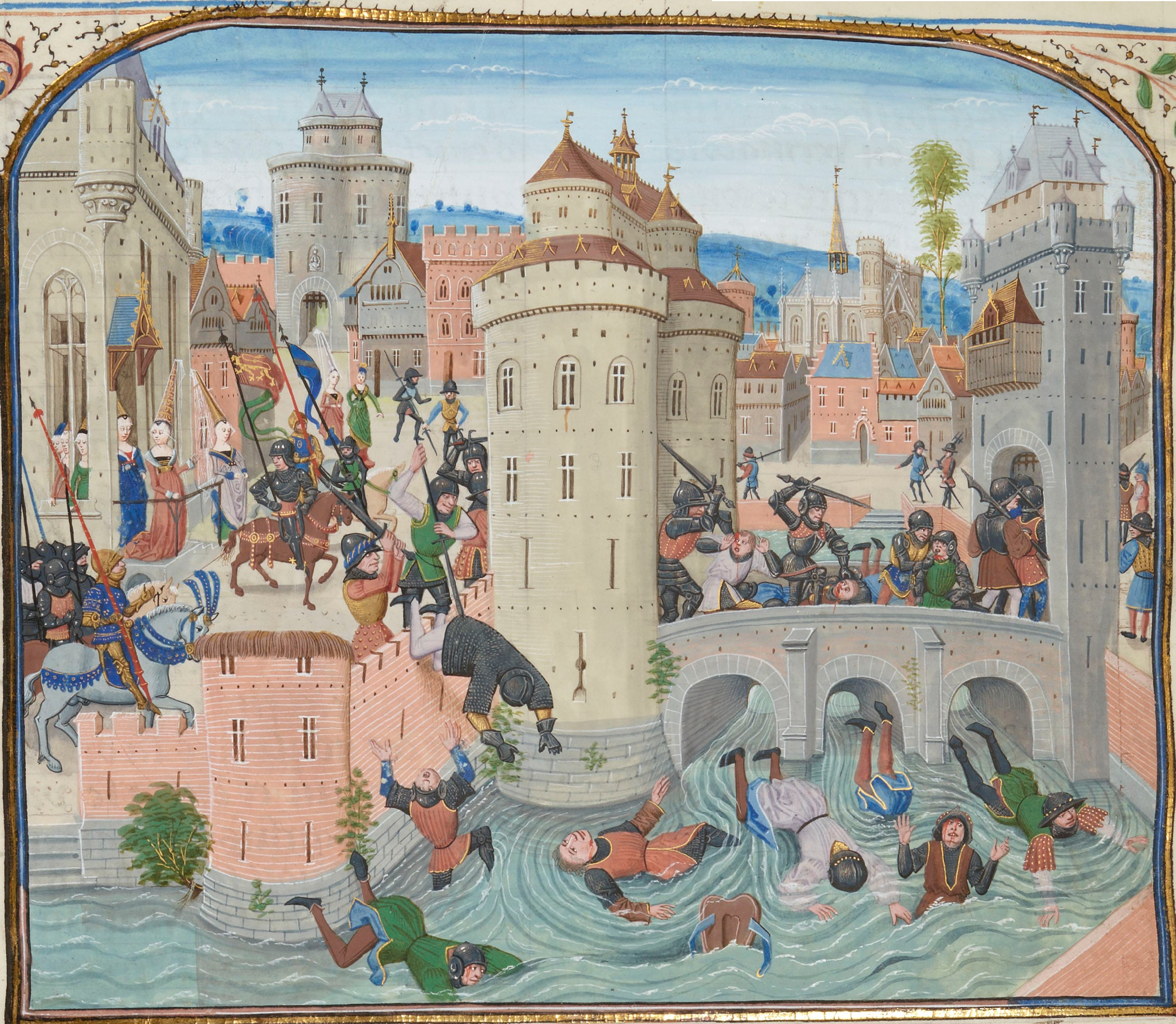

الجاكية (بالفرنسية: Jacquerie)‏ هو اسم يُطلق على ثورة قام بها الفلاحون، في الجزء الشمالي الشرقي من فرنسا، ضد طبقة النبلاء خلال شهري أيار وحزيران من عام 1358 م، تزعمها غليوم كال Guillaume Cale.